# Oscar Garbe
Oscar Ramón Garbe (1950 - 4 de junio de 2020) fue un médico y político argentino, miembro del Partido Justicialista, que ejerció como gobernador de la provincia de Catamarca en el año 1988, y fue también vicegobernador en dos oportunidades: entre 1987 y 1988, y entre 1988 y 1991.

## Biografía
De larga trayectoria en el Partido Justicialista, fue senador y diputado provincial antes de ser elegido vicegobernador de su provincia en 1987; asumió el cargo en diciembre de ese año, y el fallecimiento del gobernador titular Vicente Leonidas Saadi lo obligó a asumir la gobernación en julio del año siguiente. Su mandato se limitó a convocar a nuevas elecciones, en las que se presentó como candidato a vicegobernador, acompañando a Ramón Saadi, hijo del fallecido gobernador. Tras el triunfo, volvió a asumir como gobernador en diciembre de 1988.
Su mandato duró hasta la intervención federal tras el caso María Soledad, la provincia, ocurrida en abril de 1991, en que Saadi y Garbe fueron desplazados del gobierno Garbe fue ajeno al escándalo, pero permaneció leal a la familia Saadi.
En el año 2005 obtuvo una banca de diputado provincial por el departamento La Paz, en una lista de inspiración peronista, pero por fuera del Partido Justicialista.
Pasó los últimos años de su vida en Recreo, en el este de la provincia, y allí falleció el día 4 de junio de 2020.